# Driver l'imprendibile
Driver l'imprendibile (The Driver) è un film del 1978 diretto da Walter Hill. La pellicola appartiene al genere road movie tipico degli anni settanta dove la fuga, la ribellione e l'anticonformismo risultano essere sempre in primo piano nelle vicende narrate.

## Trama
I personaggi di questo film non hanno nome e vengono indicati solo con il ruolo che svolgono. Driver è un esperto guidatore di auto di cui la malavita si serve per sfuggire agli inseguimenti della polizia dopo un colpo. Alle sue costole c'è il Detective, che non è mai riuscito a incastrare il suo avversario. Deciso a prenderlo ad ogni costo, il Detective ricatta alcuni pregiudicati costringendoli a compiere una rapina, sperando di poter prendere Driver con le mani nel sacco.
Per evitare di farsi ingannare dai banditi, Driver si serve di una ragazza conosciuta per caso (la Giocatrice), che gli aveva dimostrato fedeltà negando di riconoscerlo nel corso di un confronto. I due si impegnano in una lotta contro i banditi traditori, mentre il Detective si trova in treno per recuperare il bottino.
Il protagonista si reca in stazione per prendere il suo compenso depositato in una cassetta di sicurezza, ma il denaro non c'è e la Giocatrice è nuovamente in fuga. La polizia ancora una volta non riesce a mettere le mani su di lui perché, suo malgrado, si trova nuovamente con le mani pulite.

## Promozione

### Locandine
Le locandine e i manifesti utilizzati per la promozione del film, all'epoca della sua diffusione nelle sale cinematografiche italiane, sono opera dell'illustratore Ermanno Iaia.

### Slogan
"È un film girato con una nuova tecnica - Proverai della sensazioni strabilianti - Sarai TU al volante della macchina - Sarai TU a premere l'acceleratore - Sarai TU l'uomo che per 10 anni ha fatto impazzire la polizia americana" è lo slogan utilizzato per pubblicizzare il film all'epoca della sua programmazione nelle sale cinematografiche.

## Distribuzione
Il film è stato distribuito nelle sale cinematografiche italiane nel mese di novembre del 1978.

### Data di uscita
Alcune date di uscita internazionali nel corso del 1978 sono state:
- 28 luglio 1978 negli USA (The Driver)[5]
- 7 novembre 1978 in Italia[6]

## Accoglienza

### Critica
In un articolo pubblicato sul quotidiano Stampa Sera (all'epoca dell'uscita del film nelle sale cinematografiche) viene espresso un giudizio positivo specialmente per le scene spettacolari presenti nel film: "Più che nell'artificioso intrigo le qualità spettacolari maggiori della pellicola vanno ricercate nelle corse pazze e negli inseguimenti altrettanto folli che riempiono lo schermo, non differenziando troppo il racconto dai tanti altri d'ugual tipo."